# Рене Бродманн
Рене Бродманн (нім. René Brodmann, 25 жовтня 1933, Еттінген — 2000) — швейцарський футболіст, що грав на позиції захисника. По завершенні ігрової кар'єри — тренер.
Виступав, зокрема, за клуби «Грассгоппер» та «Цюрих», а також національну збірну Швейцарії.

## Клубна кар'єра
Розпочинав грати у футбол в нижчоліговоому клубі «Нордштерн», а з 1958 року виступав у вищому дивізіоні за команду «Грассгоппер», в якій провів три сезони.
1962 року Бродманн приєднався до «Цюриха», відігравши за команду з однойменного міста наступні п'ять сезонів своєї ігрової кар'єри. За цей час двічі виборював титул чемпіона Швейцарії і один раз ставав володарем національного кубка.
Завершив ігрову кар'єру у команді «Санкт-Галлен», за яку виступав протягом 1967—1968 років. В останні роки був граючим тренером, спочатку у «Цюриху» в 1967 році, а потім у «Санкт-Галлені» в сезоні 1967/68.

## Виступи за збірну
23 грудня 1962 року дебютував в офіційних матчах у складі національної збірної Швейцарії в товариській грі проти ФРН (1:5) в Карлсруе.
У складі збірної був учасником чемпіонату світу 1966 року в Англії. Під час цього турніру він провів 2 гри: з Іспанією (1:2) та Аргентиною (0:2), а його команда програвши усі три матчі посіла останнє місце у групі.
Загалом протягом кар'єри у національній команді, яка тривала 5 років, провів у її формі 5 матчів, забивши 1 гол.
Помер 2000 року.

## Титули і досягнення
- Чемпіон Швейцарії (2):

«Цюрих»: 1962–63, 1965–66
- Володар Кубка Швейцарії (2):

«Лозанна»: 1965–66